# U-385
U-385 — средняя немецкая подводная лодка типа VIIC времён Второй мировой войны.

## История
Заказ на постройку субмарины был отдан 15 августа 1940 года. Лодка была заложена 16 мая 1941 года на верфи Ховальдсверке, Киль, под строительным номером 16, спущена на воду 8 июля 1942 года, вошла в строй 29 августа 1942 года под командованием оберлейтенанта Ганса-Гвидо Валентинера.

### Флотилии
- 29 августа 1942 года — 29 февраля 1944 года — 5-я флотилия (учебная)
- 1 марта — 11 августа 1944 года — 6-я флотилия

### История службы
Лодка совершила 3 боевых похода, успехов не достигла. Потоплена 11 августа 1944 года в Бискайском заливе к западу от Ла-Рошели, в районе с координатами 46°16′ с. ш. 02°45′ з. д. глубинными бомбами с британского шлюпа HMS Starling и австралийского самолёта типа «Сандерленд». 1 человек погиб, 42 члена экипажа спаслись.
Эта лодка была оснащена шноркелем.